# Ngina Kenyatta
Ngina Kenyatta (sinh ngày 24 tháng 6 năm 1933), thường được gọi là " Mama Ngina ", là cựu Đệ nhất phu nhân Kenya. Bà là góa phụ của tổng thống đầu tiên của đất nước, Jomo Kenyatta (~ 1889-1978), và cũng là mẹ của Tổng thống Uhuru Kenyatta.

## Tiểu sử
Mama Ngina được sinh ra Ngina Muhoho cho Chánh Muhoho wa Gathecha và Anne Nyokabi Muhoho tại Ngenda, huyện Kiambu, tỉnh miền Trung năm 1933. bà kết hôn với Jomo Kenyatta với tư cách là người vợ thứ tư của ông vào năm 1951, một liên minh được coi là "món quà" cho Kenyatta từ dân tộc của ông, Kikuyu. Điều này trở thành tài liệu tham khảo của bà với tư cách là "mẹ của quốc gia", trở thành Mama Ngina Kenyatta, Đệ nhất phu nhân quyến rũ độc lập của Kenya khi Kenyatta trở thành Tổng thống năm 1963. Bà thường đi cùng anh ở nơi công cộng, và có một số đường phố ở Nairobi  và Mombasa, cũng như Nhà của trẻ em, được đặt theo tên bà. Năm 1965, bà trở thành người bảo trợ của Kenyan Guiding.
Vào những năm 1970, bà và các quan chức chính phủ cấp cao khác bị cáo buộc liên quan đến một đường dây buôn lậu ngà voi vận chuyển ngà voi ra khỏi đất nước trong chiếc máy bay riêng của nhà nước. Một ấn bản tháng 5 năm 1975 của Nhà khoa học mới đã trích dẫn bà là một trong những "nữ hoàng ngà" của Kenya nhưng cũng khẳng định họ không thể hoàn toàn chắc chắn rằng những tuyên bố này là đúng. Tuy nhiên, Nhà khoa học mới tuyên bố rằng hiện đã có bằng chứng tài liệu rằng ít nhất một thành viên trong gia đình hoàng gia Kenya đã chuyển hơn sáu tấn ngà voi cho Trung Quốc đỏ.
Mama Ngina trở thành người công giáo La Mã, và được biết là tham dự thánh lễ mỗi Chủ nhật trong nhiệm vụ công giáo cùng với một số con cái của họ. bà cũng trở thành một trong những cá nhân giàu nhất ở Kenya, sở hữu các đồn điền, trang trại và khách sạn. bà hiện đang có một cuộc sống yên tĩnh ở Kenya với tư cách là một góa phụ giàu có.

## Gia đình
Bà sinh ra Kenyatta bốn người con: Kristina Wambui (sinh năm 1953), Uhuru Muigai Kenyatta (sinh năm 1961), Anna Nyokabi Muthama née Kenyatta (còn được gọi là Jeni, sinh tháng 5 năm 1963) và Muhoho Kenyatta (sinh năm 1965). Con trai bà Uhuru, người thừa kế chính trị cấp cao của Kenyatta, đã không thành công tranh cử tổng thống với tư cách là người kế vị ưa thích của Tổng thống Moi vào năm 2002 và ngày nay là Tổng thống thứ tư của Kenya. Muhoho Kenyatta điều hành công việc kinh doanh rộng lớn của gia đình nhưng sống ngoài ánh đèn sân khấu. Trong thời gian Jomo Kenyatta bị lưu đày tại Lodwar và Maralal, Ngina đã ở với anh ta, cũng như hai bà con gái của họ, Jane và Wamboi. Mama Ngina là mẹ kế của ba đứa con khác của Kenyatta, hai bởi người vợ đầu và đứa thứ hai.
Đức ông George Muhoho, giáo sĩ công giáo La Mã tại Đại học Nairobi, là một trong những anh em của bà.